# مازدا أر إكس-5
مازدا أر إكس-5 (بالإنجليزية: Mazda RX-5)‏ هي سيارة من تصنيع شركة مازدا.

## الجيل الثاني
هي سيارة رياضية تم تصميمها لتنافس مثيبتها في السيارات الأمريكية مثل فورد موستانج وكورفيت وبيونتاك جي تي وكانت تأتي بمحركات Rotary أو بمحركات v6